# Anícia Juliana
Anícia Juliana (Constantinoble, 462 - 527/528) va ser una princesa imperial Romana, filla de l'emperador Romà Occidental Olibri i de Placidia la filla més jove d'emperador Valentinià III i Licinia Eudoxia.

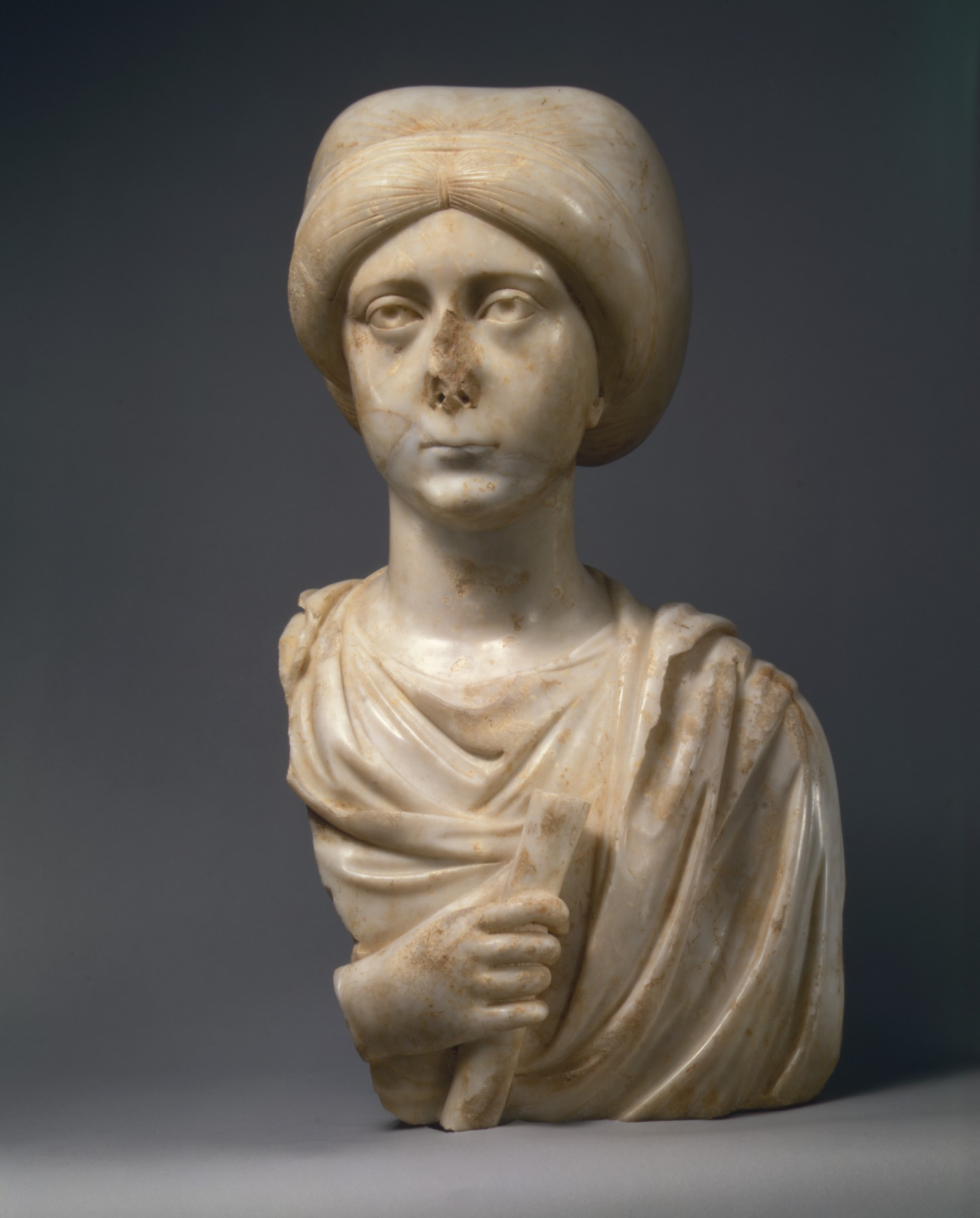
Bust en marbre de dona aristocràtica presumiblement per ser Anícia Juliana, al Metropolitan Museum of Art. de Nova York

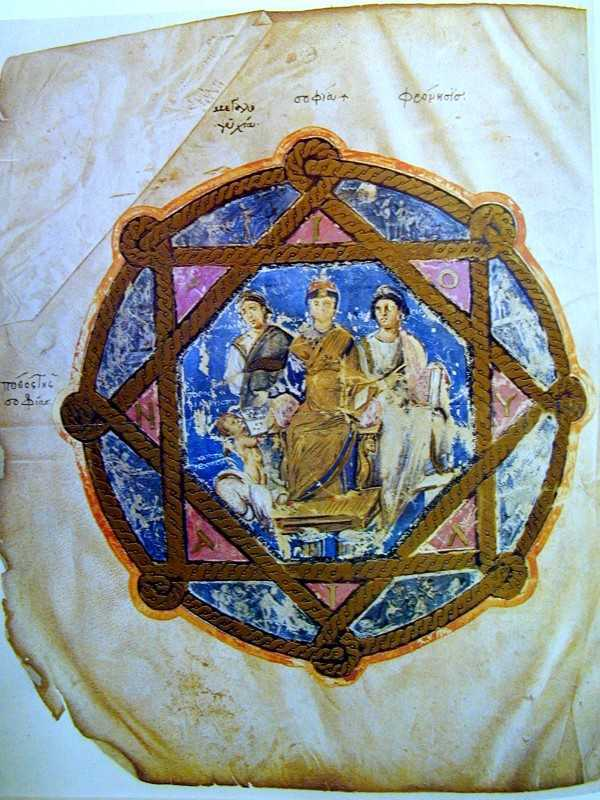
El retrat de la benefactora, la patricia Anicia Juliana. Cod. med. gr. 1. Foli 6 verso.

## Biografia
Es va casar amb Flavius Areobindus Dagalaiphus Areobindus, i els seus fills van ser entre d'altres Olibri cònsol pel 491. Amb el seu marit, va passar la seva vida a la cort pre-justiniana de Constantinoble, del qual va ser considerada com «la mes aristocràtica i la mes rica habitant».
Al marge de la seva genealogia brillant, se'n recorda principalment com una de les primeres benefactores d'art no regnants de la història escrita. Tot i que sabem poca cosa de les seves predileccions personals, sembla que «va intervenir directament en la determinació del contingut, i també, potser, en l'estil» de les obres que va encarregar.
Els seus punts de vista polítics pro-romans, tal com s'exposen en la seva carta al papa Hormisdes (conservats a la biblioteca reial de l'Escorial), es reflecteixen en la crònica del Comte Marcel·lí, que s'ha associat amb el seu cercle literari. Es desconeix si Juliana va actuar amb ambicions polítiques pròpies, però se sap que el seu marit es va negar a prendre la corona durant els 512 motins. Tot i que es va oposar decididament a les disposicions del monofisisme de l'emperador Anastasi I, va permetre que el seu fill Olibri es casés amb la neboda de l'emperador.

## Arbre genealògic
|  |  |  |  |         |         |         |         |            |            |            |            |            |            |          |          |            |            | Teodosi Ier |            |            |            |          |          |          |          |          |          |                |                |                |                |                |                |               |               |               |               |          |          |             |             |             |             |             |             |             |             |             |             |           |           |           |           |  |  |  |  |
|  |  |  |  |         |         |         |         |            |            |            |            |            |            |          |          |            |            |             |            |            |            |          |          |          |          |          |          |                |                |                |                |                |                |               |               |               |               |          |          |             |             |             |             |             |             |             |             |             |             |           |           |           |           |  |  |  |  |
|  |  |  |  |         |         |         |         |            |            |            |            |            |            |          |          |            |            |             |            |            |            |          |          |          |          |          |          |                |                |                |                |                |                |               |               |               |               |          |          |             |             |             |             |             |             |             |             |             |             |           |           |           |           |  |  |  |  |
|  |  |  |  | Eudòxia | Eudòxia | Eudòxia | Eudòxia | Eudòxia    | Eudòxia    |            |            | Arcadius   | Arcadius   | Arcadius | Arcadius | Arcadius   | Arcadius   |             |            |            |            |          |          |          |          |          |          |                |                |                |                |                |                |               |               |               |               |          |          |             |             |             |             |             |             |             |             |             |             |           |           |           |           |  |  |  |  |
|  |  |  |  | Eudòxia | Eudòxia | Eudòxia | Eudòxia | Eudòxia    | Eudòxia    |            |            | Arcadius   | Arcadius   | Arcadius | Arcadius | Arcadius   | Arcadius   |             |            |            |            |          |          |          |          |          |          |                |                |                |                |                |                |               |               |               |               |          |          |             |             |             |             |             |             |             |             |             |             |           |           |           |           |  |  |  |  |
|  |  |  |  |         |         |         |         |            |            |            |            |            |            |          |          |            |            |             |            |            |            |          |          |          |          |          |          |                |                |                |                |                |                |               |               |               |               |          |          |             |             |             |             |             |             |             |             |             |             |           |           |           |           |  |  |  |  |
|  |  |  |  |         |         |         |         | Teodosi II | Teodosi II | Teodosi II | Teodosi II | Teodosi II | Teodosi II |          |          | Eudòxia    | Eudòxia    | Eudòxia     | Eudòxia    | Eudòxia    | Eudòxia    |          |          | Placidia | Placidia | Placidia | Placidia | Placidia       | Placidia       |                |                | Constanci III  | Constanci III  | Constanci III | Constanci III | Constanci III | Constanci III |          |          |             |             |             |             |             |             |             |             | Aspar       | Aspar       | Aspar     | Aspar     | Aspar     | Aspar     |  |  |  |  |
|  |  |  |  |         |         |         |         | Teodosi II | Teodosi II | Teodosi II | Teodosi II | Teodosi II | Teodosi II |          |          | Eudòxia    | Eudòxia    | Eudòxia     | Eudòxia    | Eudòxia    | Eudòxia    |          |          | Placidia | Placidia | Placidia | Placidia | Placidia       | Placidia       |                |                | Constanci III  | Constanci III  | Constanci III | Constanci III | Constanci III | Constanci III |          |          |             |             |             |             |             |             |             |             | Aspar       | Aspar       | Aspar     | Aspar     | Aspar     | Aspar     |  |  |  |  |
|  |  |  |  |         |         |         |         |            |            |            |            |            |            |          |          |            |            |             |            |            |            |          |          |          |          |          |          |                |                |                |                |                |                |               |               |               |               |          |          |             |             |             |             |             |             |             |             |             |             |           |           |           |           |  |  |  |  |
|  |  |  |  |         |         |         |         |            |            |            |            | Eudòxia    | Eudòxia    | Eudòxia  | Eudòxia  | Eudòxia    | Eudòxia    |             |            |            |            |          |          |          |          |          |          | Valentinià III | Valentinià III | Valentinià III | Valentinià III | Valentinià III | Valentinià III |               |               |               |               |          |          | Areobindus  | Areobindus  | Areobindus  | Areobindus  | Areobindus  | Areobindus  |             |             | Ardabur     | Ardabur     | Ardabur   | Ardabur   | Ardabur   | Ardabur   |  |  |  |  |
|  |  |  |  |         |         |         |         |            |            |            |            | Eudòxia    | Eudòxia    | Eudòxia  | Eudòxia  | Eudòxia    | Eudòxia    |             |            |            |            |          |          |          |          |          |          | Valentinià III | Valentinià III | Valentinià III | Valentinià III | Valentinià III | Valentinià III |               |               |               |               |          |          | Areobindus  | Areobindus  | Areobindus  | Areobindus  | Areobindus  | Areobindus  |             |             | Ardabur     | Ardabur     | Ardabur   | Ardabur   | Ardabur   | Ardabur   |  |  |  |  |
|  |  |  |  |         |         |         |         |            |            |            |            |            |            |          |          |            |            |             |            |            |            |          |          |          |          |          |          |                |                |                |                |                |                |               |               |               |               |          |          |             |             |             |             |             |             |             |             |             |             |           |           |           |           |  |  |  |  |
|  |  |  |  |         |         |         |         |            |            |            |            |            |            |          |          |            |            |             |            | Placídia   | Placídia   | Placídia | Placídia | Placídia | Placídia |          |          | Olybrius       | Olybrius       | Olybrius       | Olybrius       | Olybrius       | Olybrius       |               |               |               |               |          |          | Dagalaiphus | Dagalaiphus | Dagalaiphus | Dagalaiphus | Dagalaiphus | Dagalaiphus |             |             | Godisthéa   | Godisthéa   | Godisthéa | Godisthéa | Godisthéa | Godisthéa |  |  |  |  |
|  |  |  |  |         |         |         |         |            |            |            |            |            |            |          |          |            |            |             |            | Placídia   | Placídia   | Placídia | Placídia | Placídia | Placídia |          |          | Olybrius       | Olybrius       | Olybrius       | Olybrius       | Olybrius       | Olybrius       |               |               |               |               |          |          | Dagalaiphus | Dagalaiphus | Dagalaiphus | Dagalaiphus | Dagalaiphus | Dagalaiphus |             |             | Godisthéa   | Godisthéa   | Godisthéa | Godisthéa | Godisthéa | Godisthéa |  |  |  |  |
|  |  |  |  |         |         |         |         |            |            |            |            |            |            |          |          |            |            |             |            |            |            |          |          |          |          |          |          |                |                |                |                |                |                |               |               |               |               |          |          |             |             |             |             |             |             |             |             |             |             |           |           |           |           |  |  |  |  |
|  |  |  |  |         |         |         |         |            |            |            |            |            |            |          |          | Anastasi I | Anastasi I | Anastasi I  | Anastasi I | Anastasi I | Anastasi I |          |          | Juliana  | Juliana  | Juliana  | Juliana  | Juliana        | Juliana        |                |                |                |                |               |               |               |               |          |          |             |             |             |             | Dagalaiphus | Dagalaiphus | Dagalaiphus | Dagalaiphus | Dagalaiphus | Dagalaiphus |           |           |           |           |  |  |  |  |
|  |  |  |  |         |         |         |         |            |            |            |            |            |            |          |          | Anastasi I | Anastasi I | Anastasi I  | Anastasi I | Anastasi I | Anastasi I |          |          | Juliana  | Juliana  | Juliana  | Juliana  | Juliana        | Juliana        |                |                |                |                |               |               |               |               |          |          |             |             |             |             | Dagalaiphus | Dagalaiphus | Dagalaiphus | Dagalaiphus | Dagalaiphus | Dagalaiphus |           |           |           |           |  |  |  |  |
|  |  |  |  |         |         |         |         |            |            |            |            |            |            |          |          |            |            |             |            |            |            |          |          |          |          |          |          |                |                |                |                |                |                |               |               |               |               |          |          |             |             |             |             |             |             |             |             |             |             |           |           |           |           |  |  |  |  |
|  |  |  |  |         |         |         |         |            |            |            |            |            |            |          |          | Irène      | Irène      | Irène       | Irène      | Irène      | Irène      |          |          |          |          |          |          |                |                |                |                |                |                | Olybrius      | Olybrius      | Olybrius      | Olybrius      | Olybrius | Olybrius |             |             |             |             |             |             |             |             |             |             |           |           |           |           |  |  |  |  |
|  |  |  |  |         |         |         |         |            |            |            |            |            |            |          |          | Irène      | Irène      | Irène       | Irène      | Irène      | Irène      |          |          |          |          |          |          |                |                |                |                |                |                | Olybrius      | Olybrius      | Olybrius      | Olybrius      | Olybrius | Olybrius |             |             |             |             |             |             |             |             |             |             |           |           |           |           |  |  |  |  |

## Influència artística
El nom de Juliana s'associa al Dioscòrides de Viena, també conegut com a Còdex d'Anicia Juliana, un dels primers i més esplèndids manuscrits il·luminats encara existents. Juliana apareix al frontispici, el primer retrat de donant en la història de la il·luminació manuscrita, flanquejat per les personificacions de la Magnanimitat i la Prudència, amb una al·legoria de la«Gratitud de les Arts» postrada davant d'ella. La inscripció que l'envolta proclama Juliana com un gran mecenes de l'art.

Dels seus projectes arquitectònics, només coneixem tres esglésies que va encarregar de ser erigides i adornades a Constantinoble. La basílica de Sant Polieucte va ser construïda sobre els extensos béns familiars durant els últims tres anys de vida, amb l'objectiu de destacar el seu il·lustre pedigrí que es remuntava a Teodosi I i Constantí el Gran. Fins a la construcció ampliada per Justinià de Santa Sofia, va ser l'església més grossa de la capital imperial, i probablement la construcció va ser considerada com un desafiament per a la dinastia regnant. La inscripció dedicatòria compara Juliana al rei Salomó i al·ludeix a Aelia Eudocia, la besàvia de Juliana, que va fundar aquesta església:
| « | Eudòxia Augusta, l'emperadriu, desitjosa d'honrar a Déu, va construir per primera vegada aquí un temple en honor de Polyektos el servent de Déu. Però no la va fer tan gran i bella com ho és ... perquè el seu ànim profètic li va dir que deixaria una família amb prou coneixement per adornar-la. Per aquest motiu, Juliana, en record dels seus sants pares, heretant la seva sang reial en la quarta generació, no va defraudà les esperances de l'emperadriu, la mare d'una estirp noble, sinó que la va elevar d'un petit temple a la seva grandària i bellesa actual. (Antologia grega, I.10) | » |